# Ariarates VI
Ariarates VI Epífanes o Filopàtor (grec antic: Ἀριαράθης Ἐπιφανής Φιλοπάτωρ, Ariaráthēs Epiphanḗs Philopátōr) va ser rei de Capadòcia. Era fill d'Ariarates V al que va succeir el 130 aC sota regència de la seva mare Laodicea Nisa. Aquesta havia fet matar els seus cinc fills grans i va proclamar rei al sisè fill, un menor, sota el nom de Ariarates VI, conegut per Epífanes o Filopàtor).
Durant algun temps es van produir desordres al regne fins potser el 126 aC, any en què, a prop de la majoria d'edat, la seva mare Laodicea Nisa va tractar també de matar Ariarates VI. L'intent va fracassar i la reina va morir a mans del poble aixecat, cansat de les seves crueltats.
Un temps després, cap al 124 aC, Ariarates VI va assolir la majoria d'edat i es va casar amb una germana del rei Mitridates VI Eupator del Pont de nom Laodice, en un intent de Mitridates de dominar Capadòcia.
A la seva prematura mort, segurament el 116 aC, el va succeir el seu fill gran Ariarates VII.